# 네리테스
네리테스(Nerites)는 그리스 신화에 나오는 네레우스의 아들이다. 50명의 네레이스와는 남매 사이이다. 바다에 떨어진 우라노스의 성기에서 태어난 아프로디테가 아직 바다 속에 있을 때 사랑을 받았다. 바다 속을 떠나 올림포스산으로 향하던 아프로디테가 그에게 날개를 주고 뒤따르도록 명령하였으나 거절하였다. 성난 아프로디테는 그를 조개껍질이 되게 하여 영원히 소유하였으며, 그에게 주려던 날개는 에로스에게 주었다고 한다. 다른 이야기로는 전차를 타고 바다 위를 달리는 포세이돈의 총애를 받아 그의 뒤를 따랐는데, 헬리오스가 이를 질투하여 조개껍질로 만들었다고도 한다.